# Bronislavia
Bronislavia es un  género de coleópteros adéfagos de la familia Carabidae.

## Especies
Comprende las siguientes especies:
- Bronislavia kryzhanovskii Mikhailov, 1970
- Bronislavia lopatini Mikhailov, 1970
- Bronislavia robusta Semenov, 1891